# 妖怪奇談
『妖怪奇談』（ようかいきだん）は2007年1月13日に公開された日本映画。心に闇を持った3人の少女がそれぞれ妖怪に変化していく姿を描いた物語。監督は亀井亨。

## スタッフ
- 脚本・監督・編集：亀井亨
- 原案・製作：松井建始
- ストーリー・製作：永森裕二
- プロデューサー：黒須功
- 撮影：中尾正人
- 照明：田宮健彦
- 録音：塩原政勝
- 美術：佐藤正晃
- 衣裳：荒木真由美
- ヘアメイク：河野顕子
- 特殊メイク・造形：有限会社自由廊／JIRO
- VFX：八木達生／山下直樹／高橋建（BIO-TIDE）
- キャスティング：オガワシンジ
- 助監督：松尾崇
- 制作担当：小屋敷清志
- 制作協力：黒須映像工業／アミューズメントメディア総合学院
- 製作：AMGエンタテインメント株式会社／株式会社バイオタイド
- 配給：バイオタイド
- 上映時間：86分

## キャスト
- 岩崎みひろ：伴杏里
- 山根美智子：宮光真理子
- 佐伯まな：市川春樹
- 飯岡：桃生亜希子
- 真吾：綾野剛
- 大迫：手塚とおる
- いか八朗
- 桜井聖
- 浅見千代子
- 谷川みゆき
- 竹山メリー